# Grace James
Grace Edith Marion James (Tokyo, 11 novembre 1882 – Roma, 6 febbraio 1965) è stata una scrittrice inglese, nata e vissuta per un certo periodo a Tokyo. Fu sia un'autrice di letteratura per bambini che una folclorista del Giappone. Le sue fiabe giapponesi, pubblicate per la prima volta nel 1910, raccoglievano e raccontavano storie della tradizione popolare nipponica, che furono illustrate da Warwick Goble.
Green Willow and Other Japanese Fairy tales ("Il salice verde e altre fiabe giapponesi") e The Moon Maiden and Other Japanese Fairy ("La fanciulla lunare e altre fiabe giapponesi"), sono altrettante edizioni della raccolta originale. The Three Dwarf Trees ("I tre alberi nani") è basato su un'opera teatrale giapponese, mentre la Japan: Recollections and Impressions è un libro di memorie riguardanti le sue esperienze nel Sol Levante, che fu pubblicato per la prima volta nel 1936.
Grace James ha anche scritto la serie di avventure per bambini di John & Mary, una delle quali, John & Mary’s Aunt ("la zia di John e Mary"), parla dell'educazione che ricevette l'autrice durante il periodo di crescita nel Giappone. Suo padre Thomas era un ufficiale della marina britannica, membro di una delle ufficiali e storiche missioni navali che visitarono il paese orientale (probabilmente la «Douglas Mission»/"missione Douglas", poiché le date coincidono). I suoi genitori vi si trasferirono intorno al 1873 e lei nacque a Tokyo, primogenita, sette anni dopo, a cui seguiranno un fratello e una sorella. La famiglia, tra la capitale nipponica e i suoi dintorni, visse in cinque case diverse durante questo periodo, e trascorse le estati a Nikko, Kamakura e Karuizawa. Quando Grace compì dodici anni, tornò con tutta la sua famiglia in Inghilterra.

## Pubblicazioni
- Green Willow and Other Japanese Fairy Tales (Macmillan, 1910), illustrazioni di Warwick Goble; ri-edito come Japanese Fairy Tales ("Fiabe giapponesi") e Moon Maiden and Other Japanese Fairy Tales.[3]
- John and Mary (1935)
- More about John and Mary (1936)
- Japan Recollections and Impressions (1936)
- John and Mary Abroad (1937)
- John and Mary Detectives (1938)
- John and Mary's Secret Society (1939)
- The Blakes and the Blacketts (1939)
- John and Mary's Visitors (1940)
- New Friends for John and Mary (1941)
- John and Mary and Miss Rose Brown (1942)
- John and Mary at School (1944)
- John and Mary's Youth Club (1945)
- John and Mary at Riverton (1946)
- The Adventures of John and Mary (1947)
- John and Mary's Aunt (1950)
- Nibs (1951)
- Nibs and the New World (1953)
- John and Mary in Rome (1954)
- John and Mary's Fairy Tales (1955)
- John and Mary by Land and Sea (1955)
- John and Mary's Japanese Fairy Tales (1957)
- Sweetings (1957)
- John and Mary and Lisetta (1958)
- John and Mary's Treasures (1960)
- John and Mary Revisit Rome (1963)